# John Coltrane
John William Coltrane Hamlet, Észak-Karolina, 1926. szeptember 23. – Huntington, New York, 1967. július 17.) Grammy-díjas amerikai dzsessz-szaxofonos, zeneszerző.
Habár 1955 előtt is aktív volt, az 1955 és 1967 közötti időszaka az igazán fontos, amikor is újraformálta a modern dzsesszt, zenészek generációira hatva. Ebben a tizenkét évben bámulatosan termékeny volt, zenekarvezetőként közel ötven felvételt készített, de közreműködött más zenészek lemezein. Életművében egyre spirituálisabb dimenziókba hatolva teremtette meg örökségét. Olyan tenorszaxofonosokkal együtt, mint Coleman Hawkins, Lester Young, vagy Sonny Rollins, Coltrane alapvetően változtatta meg a hangszerrel szemben támasztott elképzeléseket, felülmúlva a várakozásokat, valamint a szopránszaxofont is a dzsessz elismert hangszerei közé emelte.

## Élete

### Korai évek (1926–1954)

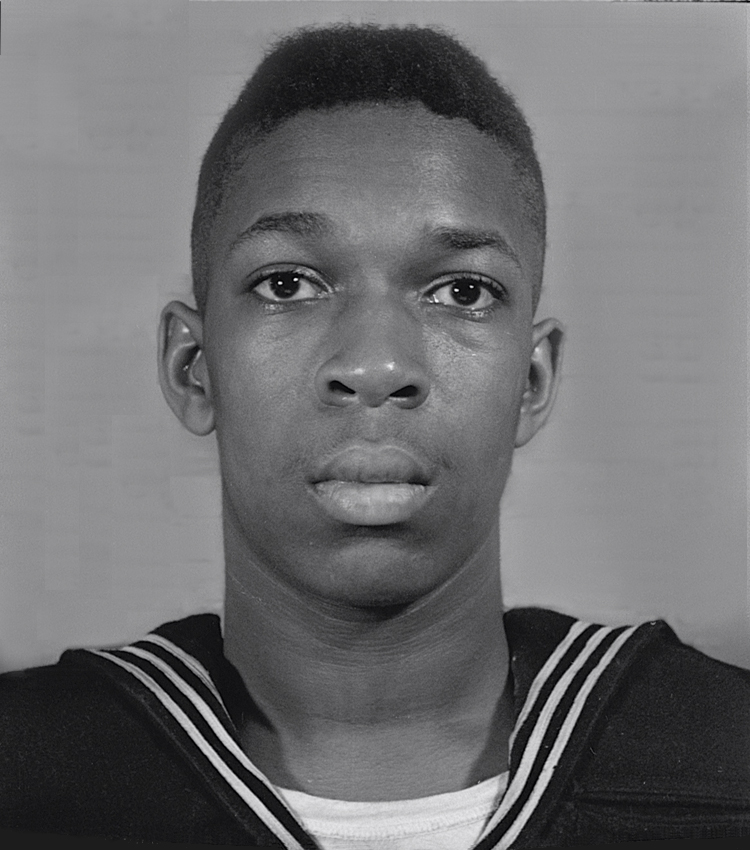
ohn Coltrane (1945)

Az észak-karolinai High Pointban nőtt fel, 1943-ban költözött Philadelphiába. 1945-ben megkapta behívóját a haditengerészethez, ahol dzsesszbandában játszott. Miután 1946-ban leszerelt, a philadelphiai gitáros-zeneszerzőnél, Dennis Sandole-nél tanult dzsesszelméletet. Az ötvenes évek elejéig folytatta nála tanulmányait. Ekkoriban már "Trane" becenéven is ismerték, és habár játszott olyan zenészekkel, mint Dizzy Gillespie, Earl Bostic, és Johhny Hodges, társai még nem látták benne a későbbi géniuszt, a modern dzsessz formálóját. Nagy hatással voltak rá Miles Davis ez idő tájt készült felvételei.

### Davis és Monk (1955–1959)
1955 nyarán, amikor szabadúszóként még mindig Sandolnál tanult Philadelphiában, meghívást kapott a trombitás Miles Davis zenekarába. Davis, aki a negyvenes évek sikerei után kicsit hátrébb húzódott, éppen új kvintettjét szervezte. 1955-től 1957 áprilisáig, kisebb megszakításokkal, játszott Davis „Első Nagy Kvintett”-jében (Így különböztetik meg a későbbi, Wayne Shorterrel működőtől). Ezt az időt jól jellemzik Davis nagy hatású szerzeményei, melyek többek között 1956-ban két maratoni stúdiómunka során kerültek felvételre a Prestige-nél, és amelyekben már megmutatkozik az ifjú zseni. 1957 áprilisában a zenekar Coltrane problémás heroinfüggősége miatt oszlott fel.
Az év második felétől a zongorista Thelonious Monkkal dolgozott a legendás New York-i Five Spot Caféban. Monk kvartettjében is játszott, de a szerződésekkel kapcsolatos viták miatt szinte alig vettek fel valamit a stúdióban. 1958 januárjában ismét csatlakozott Davis zenekarához, 1960 áprilisáig volt velük, és ekkor rögzítették többek között a Milestonest vagy a Kind of Blue-t. Olyan zenészekkel dolgozott ekkor együtt, mint az altszaxofonos Cannonball Adderley, a zongoristák közül Red Garland, Bill Evans, Wynton Kelly, a bőgős Paul Chambers, és Philly Joe Jones, Jimmy Cobb dobosok. Ekkor keletkeztek a Miles & Monk at Newport és a Jazz at the Plaza című koncertlemezek. Szólóban ekkor alkotta Giant Steps című albumát.
Ebben az időben legjobbnak mondott lemeze a Blue Train (az első lemeze vezetőként a Blue Note kiadónál) olyan közreműködőkkel, mint a trombitás Lee Morgan, a bőgős Paul Chambers (róla kapta a címét a Mr. P.C című dal), és a harsonás Curtis Fuller. Az album öt dalából négy Coltrane szerzemény, melyek közül például a Moment's Notice, a Lazy Bird, vagy a címadó is sztenderdekké váltak, ezek az első képviselői Coltrane sajátos akkordbehelyettesítéses gondolkodásmódjának.
1958-ban Ira Gitler kritikus alkotta meg a „sheets of sound” kifejezést Coltrane egyedülálló stílusának leírására, amit a Monkkal és Davis-szel töltött idő alatt fejlesztett, tökéletesített.

### Első lemezek zenekarvezetőként
Ennek a korszaknak a végén rögzítette első kizárólag saját szerzeményeket felvonultató albumát, a Giant Stepst (az Atlantic Recordsnál), a címadó dalának köre az egyik legösszetettebb, legbonyolultabb az azóta is széles körben játszott sztenderdek közül. Jól mutatja az addig kifejlesztett Coltrane-féle harmóniai gondolkodást (Coltrane changes), mely a későbbi időkben is oly jellemző munkáira.
Első saját zenekarát 1960-ban alakítja, a végleges felállás McCoy Tyner (zongora), Steve Davis (bőgő), Elvin Jones (dob) lesz. A philadelphiai zongoristával már évek óta ismerték egymást, és régóta várták, hogy együtt dolgozhassanak, Tyner játéka kiválóan passzol a coltrane-i harmóniai világba. Lemezeik a Coltrane's Sound és a Coltrane Plays the Blues.
Még mindig az Atlanticnál veszi fel a hatalmas sikert arató My Favorite Thingst, amely egyben debütálása szopránszaxofonosként. Az ekkoriban a jazzben kevéssé használt hangszert állítólag Davistől kapta, Sidney Bechett és Steve Lacy iránti bámulata keltette érdeklődését iránta, és már egy ideje foglalkoztatta, hogy felfelé törekedjen hangmagasságban.
Az új szoprán hang további felfedezésekkel párosult. Például a But Not for Me című Gershwin szerzeményt a saját módján dolgozza fel a Giant Steps-ben is megismert harmóniarendszerrel (nagyterc lépések tiszta kvárt helyett), ezzel az A részben helyettesítve az egyébként megszokott turnaroundot. Ez a módszer több felvételen is hallható a lemezről, ilyenek a 26-2, a Satellite, a Body and Soul, vagy a The Night Has a Thousand Eyes.

### Az Impulse Recordsszal (1960–1962)
Röviddel azután, hogy 1961 májusában teljesítette szerződését az Atlanticnél (a cég még évekig folytatta az Olé Coltrane című lemez kiadását), az Impulse!-hoz szerződött, amely később a „klasszikus kvartett” lemezeit is kiadta. Azt mondják, ennek a szerződésnek az egyik fő oka a hangtechnikus Rudy Van Gelder, akivel már dolgozott együtt Davis lemezein, és a Blue Train-en. Coltrane Van Gelder stúdiójában vette fel legtöbb Impulse! lemezét Englewood Cliffs-ben, New Jerseyben.
1961 elején a Reggie Workman lett a bőgős, és Eric Dolphy is csatlakozott második fúvósként a zenekarhoz. Novemberben tartott koncertjük a Village Vanguard-ban, melyet rögzítettek is, megmutatta Coltrane új irányait. A legkísérletibb zenéje volt addig, az indiai ragáktól átitatott modális jazz, erős free hatással. Az itt felvett népszerű tizenöt perces blues, a Chasin' the Trane erősen John Gilmour hatását mutatja, aki Sun Ra-val fújt.
Ez idő tájt a kritikusok megítélése durván megváltozott, ahogy Coltrane is változtatta stílusát. A hallgatósága is teljesen meghökkent, sőt, Franciaországban ki is fütyülték Davis-szel töltött utolsó turnéján. 1961-ben a Down Beat magazin egyik cikkében azzal vádolta, hogy Eric Dolphyval anti-jazzt játszanak. Habár Coltrane bevallotta, hogy néhány korai szólója valóban főleg technikai ötletekre épült, nem értett egyet a vádakkal. Azonkívül Dolphy-nak furcsa, emberi hang szerű játéka szerzett hírnevet, mint az Ornette Coleman vezette "New Thing" (avagy "Free Jazz, "Avant-Garde") mozgalom egyik vezéralakja. Ez a kritikusok, és több jazz-zenész (többek között Coltrane régi vezetője, Miles Davis) által is lenézett irány volt. Ahogy Coltrane stílusa tovább fejlődött, törekdett arra, hogy minden fellépése "lényének teljes kifejezése" legyen, ahogyan zenéjét egy 1966-os interjúban meghatározta.

### A „klasszikus kvartett” (1962–1965)
1962-ben Dolphy elhagyta a zenekart, Workmant pedig Jimmy Garrison váltotta bőgősként. Innentől kezdve a "klasszikus kvártett" néven emlegetett felállás McCoy Tynerrel, Jimmy Garrisonnal és Elvin Jonesszal spiritualitástól vezérelt zenét játszott. Coltrane harmóniailag statikusabb irányba haladt, ami lehetőséget adott neki improvizációjának ritmikai, dallami és motívikus fejlesztésére. A harmóniailag komplex zene továbbra is jelen volt, koncertjein Coltrane szerette újragondolni, átdolgozni "standerdjeit", az Impressions-t, a My Favourite Things-t és az I Want To Talk About You-t.
A kritikák a quintetről Dolphyval hatással lehettek Coltrane-re. Az 1961-es Village Vanguard-i felvételek radikalizmusával ellentétben a következő két év stúdióalbumai sokkal konzervatívabbak voltak. Készített egy balladákat tartalmazó albumot, közös albumot készített Duke Ellingtonnal és Johnny Hartman balladaénekessel is. Ballads albuma (1961-62) emblematikus Coltrane sokoldalúságát tekintve, a kvartett új megvilágításba helyezett olyan régi standardeket, mint az "It's Easy To Remember". A stúdióalbumok nyugodtabb, letisztultabb zenei megközelítésének ellenére koncertjeiken továbbra is a kísérletező, kihívásokkal teli játékot folytatták, ahogy ez hallható az Impressions (1961–63), a Live at Birdland (1963) és a Newport '63 (1963) felvételein.
A klasszikus kvartett legnagyobb példányszámban eladott albumát, a A Love Supreme-t 1964 decemberében rögzítette. Coltrane eddigi munkájának betetőzése ez az album egyben óda a hitéről és szeretetéről Isten iránt. Ez a spiritualitás határozza meg Coltrane kompozícióit és játékát innentől kezdve, ahogy ezt az albumcímek is mutatják: Ascension, Om és Meditations. A Love Supreme negyedik része, a "Psalm" Coltrane Istennek írt költeményének zenei megfeleltetése, amely az album belső borítóján nyomtatva megtalálható. (Psalm ISWC T-700.055.621-0)

A kvartett A Love Supremet egyszer játszotta csak el élőben 1965 júliusában Antibes-ben, Franciaországban.

## Halála
1967. július 17-én halt meg, negyvenévesen, májrákban a New York-i Huntington Kórházban, Long Island-en. Albert Ayler egy 1968-as interjúban azt állította, hogy Coltrane egy hindu gyógyító segítségével próbált javítani egészségi állapotán a nyugati orvosi eszközökkel szemben, de ezt később Alice Coltrane tagadta.

## Hangszerei
Mielőtt a középiskolában altszaxofonozni kezdett volna, klarinétozott és altkürtön játszott egy közösségi zenekarban. 1947-ben, amikor King Kolax zenekarába került, váltott tenorszaxofonra, amit legtöbbet használt. Aztán a hatvanas évek elején, az Atlantic kiadónál töltött ideje alatt kezdte egyre többet használni a szopránszaxofont, Steve Lacy hatására. A My Favorite Things borítóján már ezzel az egyenes hangszerrel szerepel.

## Lemezei
Korai évek közreműködőként
- Miles Davis-szel:
  - Miles: The New Miles Davis Quintet
  - Relaxin'
  - Steamin'
  - Workin'
  - Cookin'
  - 'Round About Midnight
  - Milestones
  - Kind of Blue
  - Someday My Prince Will Come
- Thelonius Monkkal:
  - Monk's Music
  - Thelonius Monk Quartet with John Coltrane at Carnegie Hall

Korai szólóalbumok a Prestige-nél és a Blue Note-nál
- Coltrane (1957)
- Kenny Burrell and John Coltrane (1957)
- The Cats (1957)
- Blue Train (1957)
- Traneing In (1958)
- Lush Life (1958)
- Soultrane (1958)

Középső szakasz az Atlantic Records-nál(1959 május-1960 október)
- Bags and Trane with Milt Jackson
- Giant Steps (1959) – Az első kizárólag saját szerzeményeket tartalmazó lemez
- Coltrane Jazz (1959)
- The Avant-Garde Don Cherry-vel
- My Favorite Things
- Coltrane Plays the Blues
- Coltrane's Sound
- Olé Coltrane (1961) – Coltrane és McCoy Tyner szerzeményeivel
- Africa/Brass (1961) – Eric Dolphy és Tyner hangszerelésével, második része 1974-ben jelent meg
- Live! At the Village Vanguard (1961) – Eric Dolphy-val, Jimmy Garrison első megjelenése
- Coltrane (1962) – Az első lemez a "klasszikus kvartettel"
- Duke Ellington and John Cotrane (1962)
- Ballads (1962)
- John Coltrane and Johnny Hartman (1963)
- Impressions (1963) ISWC T-070.241.143-5
- Live at Birdland (1963)
- Crescent (1964) ISWC T-070.881.638-9
- A Love Supreme (1964)

Késői korszak
- The John Coltrane Quartet Plays (1965)
- Live at the Half Note: One Down, One Up (1965)
- Ascension (1965) – 11 részes improvizáció
- Living Space (1965) – Az utolsó stúdiólemez a szopránszaxofonnal, posztumusz kiadás
- Transition (1965)
- Sun Ship (1971)
- First Meditations (1965) – Az utolsó lemez a "klasszikus kvartettel" és a Meditations (a kvarett plusz Rashied Ali és Pharoah Sanders)
- Live at the Village Vanguard Again! (1966) – Alice-szel, Sanders-szel és Alival
- Live in Japan (1966 július) – 4 lemezes szett, két este Tokióban

Utolsó felvételek
- Stellar Regions – Sanders nélkül, 1967-es felvétel, 1995-ben adták ki
- Expression (1967) – Az utolsó Coltrane hozzájárulásával kiadott lemez, az egyik számban fuvolán hallható
- Interstellar Space (1967) – Az utolsó stúdióalbum, Coltrane duettek a dobos Rashied Alival
- The Olatunji Concert: The Last Live Recording – 1967-es felvétel, 2001-ben adták ki

### Zeneszámok a szerzői jogi adatbázisban
A listában szereplő zeneszámokhoz egyetlen esetben sem adott meg társszerzőt. Hasonló érdekesség, hogy muzsikustársai Thelonious Monk (00021226535) és Miles Davis (00007619785) sem jelölik őt társszerzőként. 
| ISWC            | cím                                           |
| --------------- | --------------------------------------------- |
| T-070.221.811-8 | Affirmation                                   |
| T-700.000.047-7 | Acknowledgement                               |
| T-700.000.303-4 | Alabama                                       |
| T-070.223.859-2 | Amen                                          |
| T-070.232.974-5 | Bessie's Blues                                |
| T-070.881.638-9 | Crescent                                      |
| T-070.246.584-6 | Dearly Beloved                                |
| T-700.012.871-4 | Evolution                                     |
| T-700.018.253-8 | Grand Central                                 |
| T-070.241.143-5 | Impessions                                    |
| T-700.033.296-9 | Jupiter                                       |
| T-070.242.488-1 | Niema                                         |
| T-070.939.714-7 | Ole                                           |
| T-071.208.241-1 | Prayer And Meditation                         |
| T-700.055.621-0 | Psalm                                         |
| T-700.057.669-4 | Reverend King                                 |
| T-700.066.307-2 | Spiral                                        |
| T-700.067.575-4 | Straight Street                               |
| T-070.940.414-7 | Suite                                         |
| T-700.074.820-1 | Tunji                                         |
| T-925.437.612-0 | The Sleeper                                   |
| T-925.443.284-3 | Coltrane Time                                 |
| T-925.455.718-1 | Acknowlagement, Love Supreme                  |
| T-925.455.719-2 | Evolution Part Two                            |
| T-925.455.721-6 | Om Part Two                                   |
| T-070.221.832-3 | Africa                                        |
| T-070.221.972-4 | After The Crescent                            |
| T-070.225.701-9 | Ascent                                        |
| T-070.226.016-9 | Attaining                                     |
| T-700.001.620-8 | Bass Blues                                    |
| T-070.230.613-5 | Black Pearls                                  |
| T-070.880.862-1 | Blue Trane                                    |
| T-070.232.264-2 | Blues Minor                                   |
| T-070.232.327-0 | Blues To Bechet                               |
| T-070.232.329-2 | Blues To You                                  |
| T-700.004.326-7 | By The Numbers                                |
| T-070.238.676-2 | Central Park West                             |
| T-070.239.166-9 | Chasin' The Trane                             |
| T-070.244.485-6 | Compassion                                    |
| T-070.244.735-5 | Consequences                                  |
| T-070.245.186-2 | Cosmos                                        |
| T-070.245.305-1 | Count Down                                    |
| T-070.881.676-5 | Dahomey Dance                                 |
| T-700.008.831-5 | Dear Lord                                     |
| T-700.011.198-0 | The Drum Thing                                |
| T-070.233.895-1 | Equinox                                       |
| T-700.012.923-9 | Exotica                                       |
| T-070.881.366-4 | Expression                                    |
| T-070.254.276-4 | The Father Son And Holy Ghost                 |
| T-070.254.783-8 | Fifth House                                   |
| T-070.234.217-3 | Giant Leaps                                   |
| T-700.019.800-7 | Harmonique                                    |
| T-070.241.182-2 | India                                         |
| T-700.032.971-7 | Joy                                           |
| T-700.033.504-8 | Just For The Love                             |
| T-071.000.683-9 | Lazy Bird                                     |
| T-700.036.333-9 | Leo                                           |
| T-071.000.726-3 | Liberia                                       |
| T-071.000.739-8 | Like Sonny                                    |
| T-700.038.397-3 | Living Space                                  |
| T-071.000.782-1 | Locomotion                                    |
| T-071.000.799-0 | Lonnie's Lament                               |
| T-700.039.663-6 | Love                                          |
| T-071.000.954-3 | Meditations                                   |
| T-071.000.984-9 | Mile's Mode                                   |
| T-700.045.630-6 | Mr Day                                        |
| T-700.045.672-6 | Mr Night                                      |
| T-070.242.324-2 | Mister Paul Chambers                          |
| T-071.001.051-7 | Mr Syms                                       |
| T-700.048.223-7 | Nita                                          |
| T-700.049.711-2 | Offering                                      |
| T-700.050.638-9 | One And Four                                  |
| T-070.939.836-6 | Place On Earth                                |
| T-700.055.433-8 | Pristine                                      |
| T-700.055.532-0 | The Promise                                   |
| T-700.057.047-0 | Red Planet                                    |
| T-700.060.400-4 | Satellite                                     |
| T-700.060.468-4 | Saturn                                        |
| T-700.061.477-9 | Selflessness                                  |
| T-700.061.624-2 | Serenity                                      |
| T-700.063.306-9 | Simlpe Like                                   |
| T-700.064.138-5 | Slowtrane                                     |
| T-070.940.461-4 | Syeedas Song Flute                            |
| T-071.228.094-8 | Tony's Dance                                  |
| T-700.075.054-1 | Twenty Six Two                                |
| T-700.075.783-7 | Untitled Original                             |
| T-700.075.785-9 | Untitled 90314                                |
| T-700.075.786-0 | Untitled 90320                                |
| T-700.075.803-4 | Up 'gainst The Wall                           |
| T-700.076.214-3 | Venus                                         |
| T-700.076.414-9 | Vigil                                         |
| T-700.078.372-4 | Welcome                                       |
| T-071.241.366-5 | Your Lady                                     |
| T-071.807.628-8 | Configuration                                 |
| T-071.807.631-3 | Iris                                          |
| T-071.807.632-4 | Jimmy's Mode                                  |
| T-071.807.633-5 | Seraphic Light                                |
| T-071.807.634-6 | Stellar Regions                               |
| T-071.807.636-8 | Tranesonic                                    |
| T-904.147.853-9 | Prayer And Meditation                         |
| T-913.681.229-8 | Afro Blue                                     |
| T-915.684.470-1 | Inchworm                                      |
| T-919.174.053-1 | 1492 Blues                                    |
| T-925.437.997-0 | The Father And The Son And The Holy Ghost     |
| T-925.437.998-1 | Greensleeves                                  |
| T-925.438.011-5 | Prayer And Meditation 2 Evening Part Of Suite |
| T-925.438.012-6 | Prayer And Meditation 4 Evening Part Of Suite |
| T-925.439.454-2 | Blue Nile                                     |
| T-925.439.456-4 | Ganesha                                       |
| T-925.439.457-5 | Govinda Jai Jai                               |
| T-925.439.458-6 | Number One                                    |
| T-925.439.460-0 | Prema Muditha                                 |
| T-925.439.461-1 | You, Me and Now                               |
| T-925.441.153-5 | A John Coltrane Blues                         |
| T-925.441.154-6 | Be Bop Medley                                 |
| T-925.441.156-8 | Wise Up                                       |
| T-925.443.284-3 | Coltrane Time                                 |
| T-925.446.327-9 | The Last Blues                                |
| T-925.458.386-3 | Ascension Part 1                              |
| T-925.458.387-4 | Ascension Part 2                              |
| T-925.458.388-5 | Bessie's Blues                                |
| T-925.458.389-6 | Minor's Holiday                               |
| T-925.458.390-9 | Om Part One                                   |
| T-925.458.391-0 | Resolution Part 2 Of A Love Supreme           |
| T-925.458.392-1 | Simple Life                                   |
| T-925.467.628-3 | Untitled Original 11386                       |
| T-925.467.629-4 | Untitled Original 11383                       |
| T-307.477.614-6 | Interlude                                     |
| T-307.477.620-4 | Interlude 3                                   |
| T-307.477.626-0 | Interlude 2                                   |
| T-307.477.630-6 | Interlude 1                                   |
| T-312.125.388-7 | One Up One Down                               |